# Villafranca de los Caballeros
Villafranca de los Caballeros là một đô thị trong tỉnh Toledo, Castile-La Mancha, Tây Ban Nha. Theo điều tra dân số 2006 (INE), đô thị này có dân số là 5327 người.